# Slesvig-Ligaen
Slesvig-Ligaen blev oprettet den 26. januar 1920 som Ligaen Danmark Dannebrog Danevirke. Foreningens formål var dengang, at hele Slesvig eller Sønderjylland skulle genforenes med Danmark.
I dag støtter Slesvig-Ligaen danske projekter fortrinsvis i den sydlige del af Sydslesvig. Foreningen udgiver medlemsbladet Thyras Vold.

## Ekstern henvisning
- Slesvig-Ligaen